# Agathia hedia
Agathia hedia là một loài bướm đêm trong họ Geometridae.